# Caldeonius
Caldeonius là một chi bọ cánh cứng trong họ 
Elateridae.
Chi này được miêu tả khoa học năm 1895 bởi Candèze.

## Các loài
Các loài trong chi này gồm:
- Caldeonius nigriventris Fleutiaux, 1933
- Caldeonius olsufieffi Fleutiaux, 1933
- Caldeonius suturalis Fairmaire, 1895